# Wollert Nygren
Wollert Nygren, född 24 december 1906 i Oslo och död 3 mars 1988 i Oslo, var en norsk hastighetsåkare på skridskor. Han deltog i olympiska spelen i Sankt Moritz 1928 på 1 500 m där han kom på 13:e plats.

## Fotnoter
1. ↑  SpeedSkatingStats, SpeedSkatingStats skridskoåkar-ID: 1906122401, läst: 6 maj 2022.[källa från Wikidata]
2. ↑  SpeedSkatingNews.info, SpeedSkatingNews.info skridskoåkar-ID: erling-wollert-nygren, läst: 5 maj 2022.[källa från Wikidata]
3. ↑  SpeedSkatingStats, SpeedSkatingStats skridskoåkar-ID: 1906122401, läst: 5 maj 2022.[källa från Wikidata]